# 德爾莫尼科

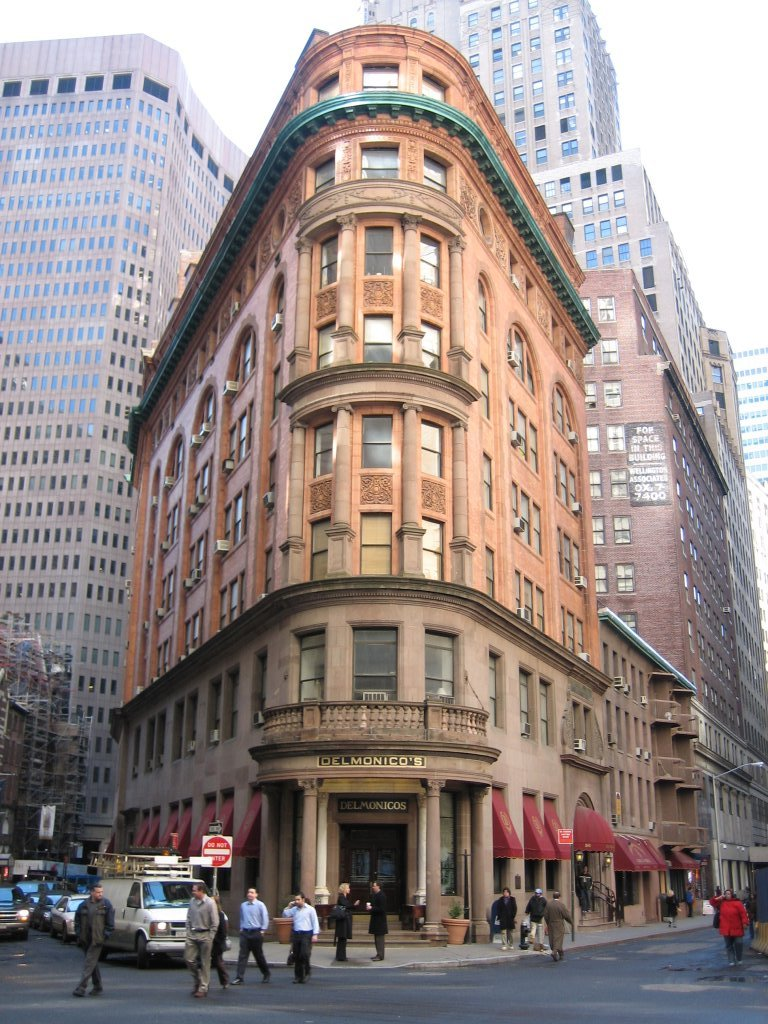

德爾莫尼科（Delmonico's）是美國紐約市及康乃狄克州格林威治的一家連鎖餐廳的名稱。德爾莫尼科的歷史開始於1827年。

## 外部連結
- 官方网站

40°42′18″N 74°00′36″W / 40.7051°N 74.0101°W